# Albertino Mussato
Albertino Mussato (né en 1261 à Padoue, Vénétie - mort le 31 mai 1329 à Chioggia) était un homme d'État et un écrivain italien du début du XIVe siècle, qui fut à la fois un poète, un historien et un chroniqueur padouan.
Le milieu intellectuel padovan des XIIIe et XIVe siècles se trouvait au point de rencontre entre la scolastique et l'humanisme. Avec Geri d'Arezzo (v. 1270-1339), Benvenuto Campesani (1255-1323), Pietro d'Abano (1257-v. 1315), Rolando da Piazzola (....-1324), Geremia da Montagnone (1255-1321), Lovato Lovati (1241-1309), son aîné de vingt ans, dont il fut le disciple, et quelques autres, Albertino Mussato appartient à ce que l'on a appelé l'« École pré-humaniste de Padoue », qui annonce Pétrarque.

## Biographie
Fils illégitime du noble Viviano del Musso, Albertino Mussato dut gagner sa vie comme copiste, pendant qu'il faisait ses études à l'université de Padoue. Il étudia le droit pour devenir notaire. Il a été adoubé en 1296 et, après être devenu membre du Conseil de Padoue, il participa au gouvernement communal et défendit les libertés communales contre les prétentions de quelques grandes familles. Il tenta sans succès de libérer Padoue de la domination des Scaligeri et en particulier de Cangrande della Scala.
Notaire de profession, Mussato, qui occupa d’importantes fonctions publiques au cours de sa carrière, exerça aussi une activité de diplomate au service de sa ville. En 1302, il fut envoyé comme ambassadeur auprès du pape Boniface VIII. En 1311, il fit partie d'une délégation des Guelfes de Padoue auprès de l'empereur Henri VII à Milan, et, pendant la longue guerre entre Padoue et Vicence, il servit souvent comme négociateur entre Padoue et l'empereur.
Poète et auteur civique, on lui doit notamment, outre de nombreux poèmes en latin, trois œuvres historiographiques sur Padoue et la Marche trévisane. En décembre 1315, Mussato fut récompensé pour l’ensemble de son œuvre par la ville de Padoue qui le consacra lauréat devant le Sénat et l'Université de Padoue. Il fut le premier poète à être honoré de la sorte.
Historien, Mussato écrivit une chronique des actions menées par Henri VII en Italie (Historia Augusta Henrici VII Caesaris), ainsi qu'un ouvrage sur l'Italie après la mort de l'empereur Henri VII (De gestis Italicorum post Henricum VII Caesarem), qui sont des sources importantes pour l'histoire du XIVe siècle en Italie. C'est dans ces importants écrits historiques sur le règne de Henri VII en Italie, qu'apparaît particulièrement la pensée pré-humaniste d'Albertino Mussato. Dans son Dictionnaire de littérature italienne (1966), le professeur Peter Bondanella considère que « cette œuvre représente une avancée importante vers le développement de l'historiographie humaniste du siècle suivant. »
Albertino Mussato est également l’auteur d’une tragédie inspirée de Sénèque, l’Ecerinis, sombre tableau de la tyrannie qu’Ezzelino III da Romano fit subir à la ville de Padoue de 1236 à 1259. Son œuvre témoigne tant de la crise communale que du renouveau de l’éloquence et du goût antique qui se manifeste alors dans les communes italiennes. Cette pièce, qui fut représentée à Padoue en 1315, est considérée comme une des œuvres annonciatrices de l'humanisme italien.
Selon une opinion traditionnelle, l'humanisme italien commence avec Pétrarque, mais des études récentes (Paul Oskar Kristeller, Roberto Weiss) estiment qu'il faut inclure les écrivains dits « pré-humanistes » de l'« École de Padoue » (c’est-à-dire Albertino Mussato, Geri d'Arezzo, Rolando da Piazzola, Lovato Lovati et quelques autres) dans la discussion sur l'humanisme précoce.